# Jesús (película de 1979)
Jesús (Jesus en inglés), también conocida como La vida pública de Jesús, es una película estadounidense de 1980, dirigida por John Krish y Peter Sykes. Y protagonizada por Brian Deacon como Jesús de Nazaret. Esta película narra la vida de Jesús: empezando con su nacimiento y culminando con su ascensión al cielo. El Evangelio de Lucas, de la Santa Biblia, fue escogido como la base del argumento de la obra y acción para la película. Cinco años de cuidadosa preparación antecedieron la filmación en Israel en los lugares donde se llevaron a cabo los hechos reales en el Evangelio. Las escenas son emocionantes y muestran muchos de sus milagros.

## Argumento
Comienza con el narrador explicando que la historia se basa en el Evangelio de Lucas tal como fue narrado por Lucas a Teófilo. Durante los días del emperador Augusto y el rey Herodes el Grande, el ángel Gabriel visita a María y le dice que ella dará a luz a Jesús, el Hijo de Dios. Más tarde, María visita a Isabel, la madre de Juan el Bautista, quien le dice que ella es la mujer más bendecida y que su hijo es bendecido.
Cuando los romanos celebran un censo, María viaja con su esposo, José, a su ciudad natal de Belén para registrarse. Allí Jesús nace en un pesebre. Un ángel visita a un grupo de pastores, proclamando que el Mesías ha nacido. Una semana después, María y José viajan a Jerusalén para presentar a Jesús en el templo. Allí son recibidos por Simeón, quien bendice a Jesús como el Cristo. María y José luego regresan a su ciudad natal de Nazaret.
A la edad de doce años, Jesús se separa de sus padres durante un viaje de Pascua a Jerusalén. Lo encuentran entre los líderes religiosos y maestros. Cuando María pregunta por su paradero, Jesús les dice que él estaba en la casa de su Padre. Años después, durante el reinado del emperador Tiberio y el rey Herodes Antipas, Juan el Bautista comienza su ministerio de predicación. Él bautiza a Jesús en el río Jordán y el Espíritu Santo desciende sobre Jesús. Jesús es subsecuentemente tentado por Satanás en el desierto, pero resiste las pruebas del diablo.
Más tarde, Jesús predica que él es el Mesías que Isaías profetizó y escapa por poco de ser asesinado por la multitud enojada. Viajando a Cafarnaún, Jesús recluta a los discípulos Pedro, Santiago y Juan después de ayudarlos a encontrar una gran cantidad de peces. Durante su ministerio de predicación, Jesús resucita a la hija de Jairo. Jesús entonces recluta a doce apóstoles entre sus discípulos, incluyendo a Mateo y Judas Iscariote. Los seguidores de Jesús también incluyen varias mujeres, incluyendo a María Magdalena, Juana y Susana.
La película cubre varias de las enseñanzas y mensajes de Jesús, incluida la parábola del fariseo y el recaudador de impuestos, las bienaventuranzas, la regla de oro, amar a tu enemigo y la parábola del sembrador. Mientras visitaba la casa del fariseo Simón, una mujer pecadora unge los pies de Jesús, lo que incita a Jesús a perdonar sus pecados.
Jesús y sus discípulos luego viajan a través del mar de Galilea, donde calma la tormenta. En Gerasa, Jesús exorciza a un hombre poseído por un demonio y los demonios entran en una manada de cerdos. En Betsaida, Jesús alimenta a cinco mil con cinco panes y dos piezas de pescado. Más tarde, Jesús y sus discípulos viajan a una montaña donde Jesús se encuentra con los profetas Moisés y Elías, y se transfigura.
A medida que el ministerio de predicación y sanación de Jesús crece, él se acerca a los pecadores y los marginados, incluidas las prostitutas y los recaudadores de impuestos, ganándose la ira de los fariseos y los maestros religiosos. Cuando Jesús cura a una mujer enferma, un fariseo lo castiga por curarse en el día de reposo. Jesús lo llama hipócrita y le dice que desataría su buey para darle paja o agua en el día de reposo. Jesús también se hace amigo del recaudador de impuestos Zaqueo, convenciéndolo de pagarle a las personas que ha extorsionado. Mientras predica la parábola del buen samaritano, Jesús se hace amigo de una niña pequeña y le dice a sus discípulos que no prohíban que los niños pequeños se acerquen a él.
Jesús y sus discípulos más tarde viajan a Jerusalén para cumplir su misión de morir por los pecados de la humanidad. Jesús llama la atención de los fariseos, los líderes religiosos judíos y los romanos después de expulsar a los mercaderes del templo. En Jerusalén, Jesús elogia a una viuda por ofrecer su sustento de dos monedas de cobre. También enseña la parábola de los inquilinos y el pago de impuestos al césar. En la última cena, Jesús advierte a sus discípulos de su inminente traición y muerte. Judas conspira con los líderes religiosos para traicionar a Jesús.
En el jardín de Getsemaní, Jesús es traicionado por Judas y capturado por las autoridades judías. Pedro niega conocer a Jesús tres veces antes de que cante el gallo. Al día siguiente, Jesús es condenado por los líderes religiosos. Luego, es llevado ante Poncio Pilato, quien lo envía a Herodes Antipas. Mientras Pilato exonera a Jesús de las malas acciones, los dirigentes y la multitud exigen la muerte de Jesús. Pilato libera a Barrabás y, a regañadientes, condena a Jesús a la crucifixión.

## Reparto
- Brian Deacon como Jesús.
- Rivka Neuman como María.
- Niko Nitai como Simón Pedro.
- Peter Frye como Poncio Pilatos.
- Eli Danker como Judas Iscariote.
- Eli Cohen como Juan el Bautista.
- Joshep Shiloach como José.
- Richard Peterson como Herodes Antipas.
- Talia Shapira como María Magdalena.

## Lanzamiento
La película fue liberada por Warner Bros. en los Estados Unidos. Para promocionar la película, Paul Eshleman trabajó con iglesias católicas y evangélicas para organizar viajes en grupo y descuentos. Cuatro millones de espectadores habrían visto la película de Jesús a finales de 1980 y 1981. Sin embargo, aunque la película era popular entre el público cristiano, no logró atraer al público general. No fue un éxito financiero y dejó al Proyecto Génesis, de John Heyman, cuatro millones de dólares estadounidenses en deuda. Con el paso del tiempo, la película se fue proyectando en televisión logrando así consolidarse como una película clásica y de importante valor para el cristianismo y la fe católica. Llegando a ser la película más traducida de la historia.
Existen películas derivadas del original como Magdalena y La historia de Jesús para niños, protagonizadas por otros personajes que dan su punto de vista. 